# Vicente Guerrero, Zongolica
Vicente Guerrero är en ort i Mexiko.   Den ligger i kommunen Zongolica och delstaten Veracruz, i den sydöstra delen av landet, 260 km öster om huvudstaden Mexico City. Vicente Guerrero ligger 203 meter över havet och antalet invånare är 365.
Terrängen runt Vicente Guerrero är bergig åt nordväst, men åt sydost är den kuperad. Vicente Guerrero ligger nere i en dal. Runt Vicente Guerrero är det ganska tätbefolkat, med 222 invånare per kvadratkilometer. Närmaste större samhälle är Zongolica, 16,7 km nordväst om Vicente Guerrero. I omgivningarna runt Vicente Guerrero växer i huvudsak städsegrön lövskog.